# FDJ/Saison 2010
Dieser Artikel listet Erfolge und Mannschaft des Radsportteams FDJ in der Saison 2010 auf.

## Saison 2010

### Erfolge im UCI World Calendar
Bei den Rennen der UCI UCI World Calendar im Jahr 201 gelangen dem Team nachstehende Erfolge.
| Datum      | Rennen                    | Fahrer               |
| ---------- | ------------------------- | -------------------- |
| 13. Juli   | 9. Etappe Tour de France  | Sandy Casar          |
| 3. August  | 3. Etappe Polen-Rundfahrt | Jauheni Hutarowitsch |
| 29. August | 2. Etappe Vuelta a España | Jauheni Hutarowitsch |

### Erfolge in der UCI Europe Tour
Bei den Rennen der UCI Europe Tour im Jahr 2010 gelangen dem Team nachstehende Erfolge.
| Datum       | Rennen                                  | Kat. | Fahrer               |
| ----------- | --------------------------------------- | ---- | -------------------- |
| 10. Februar | 1. Etappe Tour Méditerranéen            | 2.1  | Jauheni Hutarowitsch |
| 11. Februar | 2. Etappe Tour Méditerranéen            | 2.1  | Jussi Veikkanen      |
| 12. Februar | 3. Etappe Tour Méditerranéen            | 2.1  | Jauheni Hutarowitsch |
| 17. Februar | 1. Etappe Volta ao Algarve              | 2.1  | Benoît Vaugrenard    |
| 21. Februar | 2. Etappe Tour du Haut-Var              | 2.1  | Christophe Le Mével  |
| 21. Februar | Gesamtwertung Tour du Haut-Var          | 2.1  | Christophe Le Mével  |
| 18. April   | Tro Bro Leon                            | 1.1  | Jérémy Roy           |
| 9. Mai      | 5. Etappe Quatre Jours de Dunkerque     | 2.HC | Benoît Vaugrenard    |
| 19. Mai     | 1. Etappe Circuit de Lorraine           | 2.1  | Jauheni Hutarowitsch |
| 23. Mai     | 5. Etappe Circuit de Lorraine           | 2.1  | Anthony Roux         |
| 29. Mai     | Grand Prix de Plumelec-Morbihan         | 1.1  | Wesley Sulzberger    |
| 27. Juni    | Finnische Meisterschaft – Straßenrennen | NC   | Jussi Veikkanen      |
| 5. August   | 2. Etappe Paris–Corrèze                 | 2.1  | Arthur Vichot        |
| 24. August  | 1. Etappe Tour du Poitou Charentes      | 2.1  | Anthony Roux         |

### Erfolge in der Cyclocross Tour
Bei den Rennen der UCI-Cyclocross-Saison 2009/10 gelangen dem Team nachstehende Erfolge.
| Datum        | Rennen                                                          | Fahrer         |
| ------------ | --------------------------------------------------------------- | -------------- |
| 11. Oktober  | Challenge de la France Cycliste de Cyclo-Cross 1, Saint-Quentin | Francis Mourey |
| 1. November  | Cyclo-Cross International de Marle, Marle                       | Francis Mourey |
| 22. November | Challenge de la France Cycliste de Cyclo-Cross 2, Besançon      | Francis Mourey |
| 13. Dezember | Challenge de la France, Quelneuc                                | Francis Mourey |
| 26. Dezember | Internationales Radquer Dagmersellen, Dagmersellen              | Francis Mourey |
| 2. Januar    | Grote Prijs De Ster, Sint-Niklaas                               | Francis Mourey |
| 10. Januar   | Französische Meisterschaft                                      | Francis Mourey |

### Abgänge/Zugänge
| Zugänge          | Team 2009               | Abgänge            | Team 2010    |
| ---------------- | ----------------------- | ------------------ | ------------ |
| Olivier Bonnaire | Bbox Bouygues Télécom   | Jérôme Coppel      | Saur-Sojasun |
| Pierre Cazaux    | Roubaix Lille Métropole | Sébastien Joly     | Saur-Sojasun |
| Thibaut Pinot    | Neoprofi                | Guillaume Levarlet | Saur-Sojasun |
| Arthur Vichot    | Neoprofi                | Aurélien Duval     | Dopingsperre |

### Mannschaft
| Name                 | Geburtstag         | Nationalität |              |
| -------------------- | ------------------ | ------------ | ------------ |
| Olivier Bonnaire     | 2. März 1983       | Frankreich   |              |
| Sandy Casar          | 2. Februar 1979    | Frankreich   |              |
| Pierre Cazaux        | 7. Juni 1984       | Frankreich   |              |
| Sébastien Chavanel   | 21. März 1981      | Frankreich   |              |
| Mickaël Chérel       | 17. März 1986      | Frankreich   |              |
| Rémy di Gregorio     | 31. Juli 1985      | Frankreich   |              |
| Arnaud Gérard        | 6. Oktober 1984    | Frankreich   |              |
| Anthony Geslin       | 9. Juni 1980       | Frankreich   |              |
| Timothy Gudsell      | 17. Februar 1984   | Neuseeland   |              |
| Frédéric Guesdon     | 14. Oktober 1971   | Frankreich   |              |
| Jauheni Hutarowitsch | 29. November 1983  | Belarus      |              |
| Mathieu Ladagnous    | 12. Dezember 1984  | Frankreich   |              |
| Christophe Le Mével  | 11. September 1980 | Frankreich   |              |
| Gianni Meersman      | 5. Dezember 1985   | Belgien      |              |
| Francis Mourey       | 8. Dezember 1980   | Frankreich   |              |
| Yoann Offredo        | 12. November 1986  | Frankreich   |              |
| Thibaut Pinot        | 29. Mai 1990       | Frankreich   |              |
| Anthony Roux         | 18. April 1987     | Frankreich   |              |
| Jérémy Roy           | 22. Juni 1983      | Frankreich   |              |
| Wesley Sulzberger    | 20. Oktober 1986   | Australien   |              |
| Benoît Vaugrenard    | 5. Januar 1982     | Frankreich   |              |
| Jussi Veikkanen      | 29. März 1981      | Finnland     |              |
| Arthur Vichot        | 26. November 1988  | Frankreich   |              |
| Stagiaires           | Stagiaires         | Nationalität | Nationalität |
| Sam Bennett          | Sam Bennett        | Irland       |              |
| Nacer Bouhanni       | Nacer Bouhanni     | Frankreich   |              |
| Nicolas Capdepuy     | Nicolas Capdepuy   | Frankreich   |              |

## Trikot

2010